# Royal Kituro Rugby Club
Pour les articles homonymes, voir Kituro.
 (juin 2023).
Si vous disposez d'ouvrages ou d'articles de référence ou si vous connaissez des sites web de qualité traitant du thème abordé ici, merci de compléter l'article en donnant les références utiles à sa vérifiabilité et en les liant à la section « Notes et références ».
Maillots
Actualités
Le Royal Kituro Rugby Club est un club de rugby à XV belge dont plusieurs équipes évoluent dans les plus hauts niveaux de leur championnat - en ligue régionale de rugby pour les équipes jeunes - et en Ligne nationale pour les U16, U18, les séniors dont l'équipe 1 et 2 ainsi que l'équipe féminine évoluent en Division 1 - le plus haut niveau national belge de rugby à XV - et l'équipe 3 et 4 en Division 3. Il est basé à Schaerbeek, Bruxelles.

## Histoire

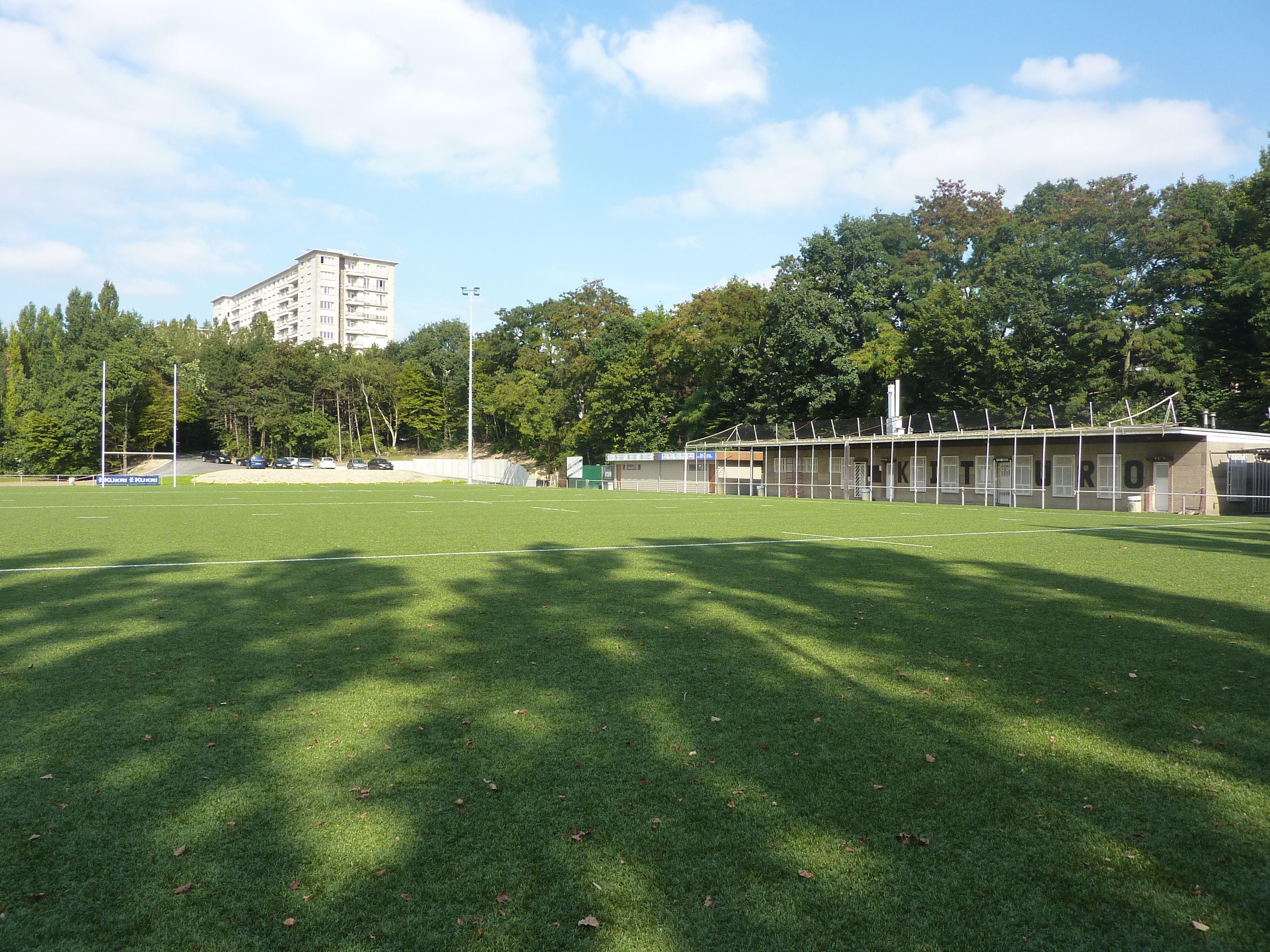
Le nouveau terrain synthétique

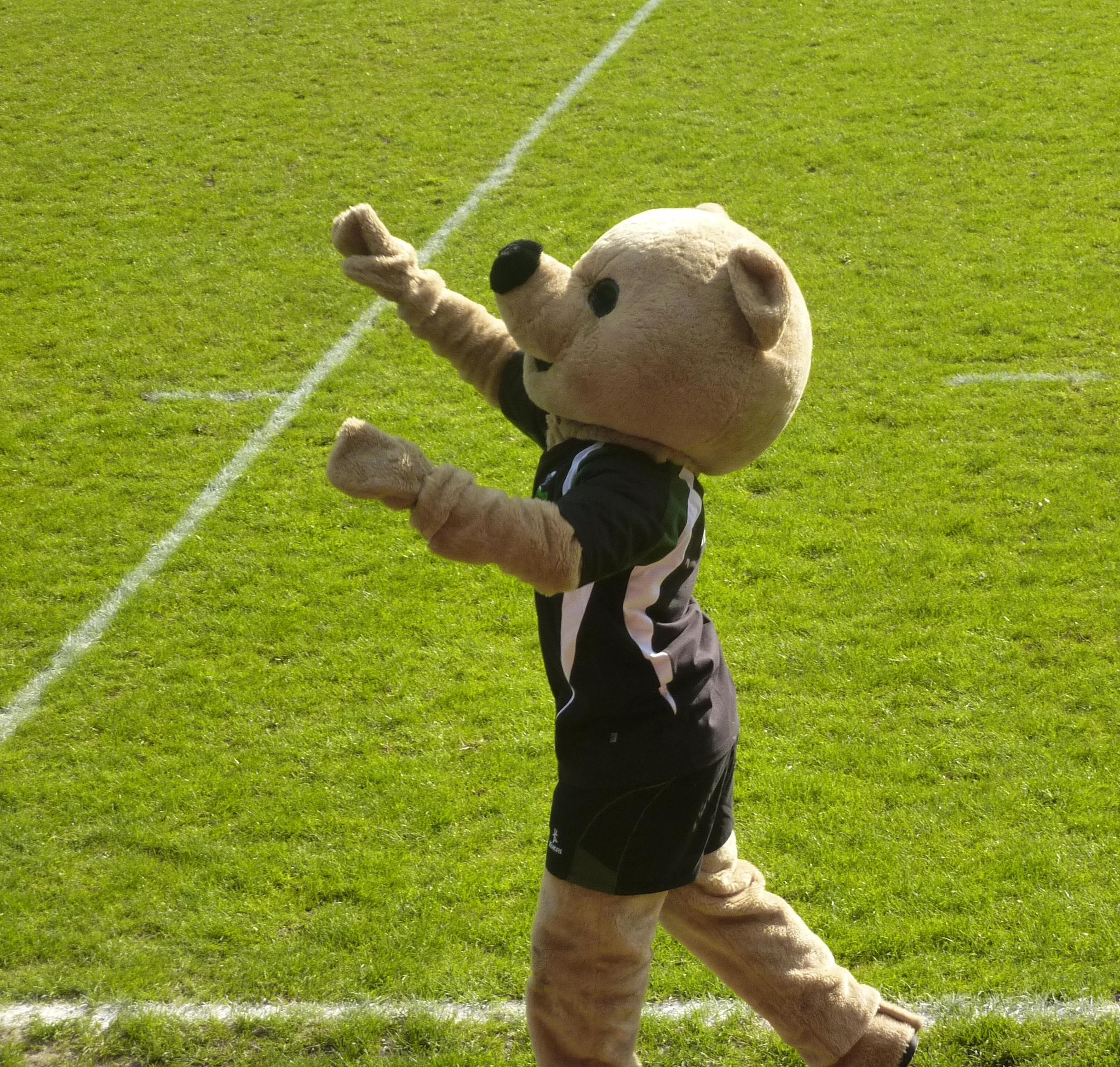
Kitunours, la mascotte du Kituro

L'origine du Kituro remonte à la fin de l'année 1961. Il fut créé par André Chilo et Teddy Lacroix.  Teddy Lacroix devient son premier président le 7 janvier 1962. Son nom, Kituro Rugby Club, lui a été donné par Haroun Tazieff, volcanologue et rugbyman (belge à cette époque-là), qui a découvert et exploré le volcan Kituro au Congo. Le club occupera pendant plusieurs années des terrains situés quai des Usines à Bruxelles. Les joueurs étaient habillés en noir.
En 1969, la Ville de Bruxelles installe des marchés couverts au quai des Usines, contraignant le club à déménager.  Il rejoint les installations du Cercle Sportif de la force aérienne belge à Haren (ex. Evere-Nord) et change de nom par la même occasion. Il s'appelle dorénavant Avia Kituro. La tenue des joueurs aussi change au contact de la force aérienne : le maillot devient bleu ciel.
En 1992, la force aérienne restructure ses installations obligeant le club à chercher des nouveaux terrains d'accueil. C'est ainsi qu'il s'installe au complexe sportif Wahis à Schaerbeek près du boulevard Général Wahis et change à nouveau de nom : Kituro Schaerbeek Rugby Club. Le maillot actuel du club est noir et vert bouteille. En 2011, deux nouveaux terrains synthétiques ont été inaugurés qui font du Kituro un complexe destiné à la pratique du rugby sans égal en Belgique.
Le Royal Kituro a été 5 fois Champion de Belgique en 1967, 1996, 2009, 2011 et 2015 vainqueur de la Coupe de Belgique en 1969, 1977, 1981, 1983, 1993 et 1998 et vainqueur de la Supercoupe en 2011 et 2012. Le club évolue depuis quelques années au plus haut niveau du rugby belge, remportant 2 titres de Champion de Belgique et deux Supercoupes (vainqueur du Championnat contre vainqueur de la Coupe).
Un bon nombre des joueurs du club appartiennent aux noyaux des équipes nationales cadets, juniors et seniors. Les juniors et cadets ont remporté le championnat plusieurs années consécutives.
Le Kituro compte plus de 560 membres, dont 530 joueurs et joueuses. Toutes les catégories d'âges sont représentées, du U6 au vétéran. Le club compte également une équipe féminine, les KituOvalies ainsi qu'une équipe de Touch rugby (champion de Belgique en 2010, 2011, 2012, 2013 et 2014).
En février 2012, le Roi Albert II accorde le titre "Royal" à l'occasion du cinquantième anniversaire du club : il s'appelle dorénavant le Royal Kituro Avia Schaerbeek Rugby Club.

## Palmarès

### Seniors (équipe 1 et 2)
- Championnat de Belgique
  - Champions (5) : 1967, 1996, 2009, 2011, 2015
  - Vice-champions (5) : 1972, 1981, 1995, 1998, 2012
  - Demi-finalistes (3) : 2010, 2013, 2014
- Coupe de Belgique
  - Champions (6) : 1969, 1977, 1981, 1983, 1993, 1998,
  - Finalistes : 2014
- Supercoupe de Belgique
  - Champions (2) : 2011, 2012
- Championnat de 2e division
  - Champions (3) : 1977, 2002, 2008
- Coupe de l'Effort
  - Champions (2) : 1978, 1999
- Championnat de Belgique - Réserve
  - Champions (2) : 2013, 2014
- Championnat de Belgique - à sept
  - Champions (3) : 1995, 1996, 1997
- Shape VII
  - Champions (8) : 1987, 1988, 1989, 1990, 1991, 1992, 1993, 1998
- Autre
  - 1er club belge à participer aux sessions qualificatives de l'European Challenge Cup

### Seniors (équipe 3)
L'équipe, crée en Septembre 2017 par Philippe Le Roux (team manager) et Didier Vercruysse (entraîneur) évolue dans le championnat de ligue régionale 3 de rugby de la LBFR. Thomas Verbeeck prend la direction de l'entraînement de l'équipe, à l'occasion de la saison 2019-2020.
- Montée en D3 à l'occasion des play-off en avril 2025[3]
- Champion de régionale 1 en avril 2025 pour la saison 2024-2025
- Champion de Régionale 2 en avril 2024 pour la saison 2023-2024, et vainqueurs de la coupe de régionale
- Vice-champions de Régionale 2 en avril 2023 pour la saison 2022-2023, et vainqueurs de la coupe de régionale
- En 2019, le championnat régional de la LBFR décide de fusionner la régionale 2 et la régionale 3 en vue de rendre le championnat régional plus attractif.

### Ovalies (équipe féminine)
- Championnat de Belgique
  - Championnes : 2023
  - Vice-championnes (2) : 2019, 2022
- Championnat de 2e division
  - Championnes : 2016
  - Vice-championnes : 2013
- Championnat de Belgique - Réserve
  - Championnes (2) : 2022, 2023

### Juniors - moins de 18 ans
- Championnat de Belgique
  - Champions (13) : 1990, 1991, 1992, 1993, 1994, 2006, 2008, 2014, 2015, 2016, 2017, 2018, 2023
  - Finalistes (3) : 1996, 2010, 2022
  - Demi-finalistes (4) : 2009, 2011, 2013, 2019

### Juniors - moins de 16 ans
- Championnat de Belgique
  - Champions (9) : 1990, 1992, 1996, 1997, 2007, 2012, 2016, 2018, 2019
  - Finalistes (3) : 1998, 2013, 2015
  - Demi-finalistes (3) : 2008, 2011, 2014
- Tournoi Tom Morris
  - Vainqueur (1) : 2013
  - Finaliste (1) : 2008

### Juniors - moins de 14 ans
- Championnat de Belgique
  - Champions (9) :1990, 1992, 1996, 1997, 2007, 2012, 2016, 2018, 2019
  - Finalistes (3) : 1998, 2013, 2015
  - Demi-finalistes (3) : 2008, 2011, 2014

## Tournois
Le Kituro Schaerbeek est l'organisateur de deux grands tournois internationaux.

### Tournoi Francis Brunet
Le « Francis Brunet » est un tournoi de rugby à VII pour seniors créé en 1971 et dédié au défunt premier capitaine du club. Ce tournoi d'un jour se déroule traditionnellement en mai.

### Tournoi Tom Morris
Le tournoi Tom Morris est une compétition internationale pour cadets (U16) créée en 1973 à la mémoire du fondateur de l'école de rugby du Kituro. Ce tournoi de deux jours se déroule traditionnellement en mai. Depuis 2018, la participation au tournoi a été élargie aux minimes (U14).

## Personnalités du club

### Effectif actuel senior
[Quand ?]
Les joueurs ayant déjà été sélectionnés pour l'équipe nationale sont suivis du maillot des diables noirs 
Entre parenthèses le poste occupé.
- ABRAHAMS Alexander (6,2)
- ABRAHAMS Michael (8)
- ANTOONS Joseph (6)
- ARRIEUDARRE Valentin (6,5)
- AVIDZBA Georges (1,2)
- BAUDRY Chris Salay (5)
- BEN TANFOUS Hakim (2)
- BERTRAND Stéphane (3)
- BONNEAU Martin (3)
- BOUCHART Gerfaud (4)
- BOUCHER Ricardo (4)
- BOULAHYA Kiyan (1)
- BRAUN Alexandre (4,6)
- BREWSTER Nafis (4,1)
- BROZE Nemo (5)
- CABALLERO Nahom (12,14)
- CARION Loic (14)
- COUSTRY Maxime (10,15)
- CUNARRO Diégo (9,10)
- DE STAERCKE Gringoire (6)
- DE STAERCKE Harold (5,6)
- DELEBECQUE Thomas (9,10)
- DEMETSER Robbe (2)
- DENOLLET Thibault (11,15)
- DEVOS Timothee (13,14)
- DIDIO Simon (1)
- DRIESEN Rémy (10,12)
- DUMONT Charles-Henry (1,3)
- DUNAND Guillaume (12,14)
- FERRANTE Thomas (2)
- FLAMAND Timon (11)
- GENNART Nicolas (6)
- GERARD Maxence (2)
- GUERIN WALLNER Vladimir (7)
- HAGIO Yoshihiko (9)
- HANNESSCHLAGER Pierre (12)
- HENRY Corentin (11,15)
- HEYMANS Remi (9,10)
- JARGOYHEN Théo (13,14)
- LAMBERT Jeremy (1,4)
- LAURENT Simon (1,3)
- LAVABRE Jules ()
- LIBARLE Baptiste (9)
- LITETE Aaron Lombo (1)
- LOUP Gabriel ()
- LYNAM Jack (2)
- MAHIEU Paul (1)
- MARTINOT Sacha (12)
- MASSUAMA Eleazar (1,3)
- MASURE Guillaume (9)
- MATTHYS Bryan (4,6)
- MEEUS Nicolas (11,15)
- MEIRLAEN Philippe (11)
- MICHEL Antoine (6,8)
- MICHELINI Oscar (9)
- MICHEZ Maxime (5,6)
- MOYSEY Thomas (10,12)
- NAMUYAMBA Nigel Alexander (14)
- OLIVIER Thomas (9,13)
- OMBA Alpha (7)
- OUARGLI Faysal (11,13)
- PETIT William (11,15)
- QUENON Gino (1)
- QUERTIGNIEZ Marius (9,10)
- RADELET Hadrien (14,15)
- REINSTADT Mattéo (10,15)
- RENAULD Quentin (7,12)
- RINSBERGH Baptiste (1)
- ROBERTS Callum (11)
- ROBLES Lionel (6)
- SALEK Jad (5)
- SCHIRMANN Antoine ()
- SENSEE Hugo (12)
- SIMONET Joffrey (15)
- TOULOUZE Lucas (10,12)
- TOUSSAINT Gilles (11)
- TOUSSAINT Philippe (11)
- TRENTESAUX Matteo (11,15)
- UYTTENHOVEN Alexandre (1,6)
- VAN DEN BROEKE Kjell (4)
- VANDEN STEEN Jonah (6)
- VANDEN STEEN Ryan (14)
- VANDEVELDE Jules (13,14)
- VERBEECK Thomas (2)
- VERMEERSCH Robin (4)
- YOKO Sacha (7)

### Joueurs emblématiques
- Julien Berger
- Vincent Debaty
- Matias Remue

### Capitaines de l'équipe 1
- 2014 - 2017 - Harold DE STAERCKE
- 2017 - 2018 - Nicolas MEEUS
- 2018 - 2021 - Michael ABRAHAMS
- 2021- Présent - Oscar MICHELINI

### Dirigeants
| - Présidents : 1. Teddy Lacroix 2. Francis Brunet 3. Fernand Poskin 4. Daniel Nairac 5. Cédric Depaepe 6. Claude Orban de Xivry 7. Alex Sirtaine 8. Marcos Quenon 9. Claude Orban de Xivry 10. Philip Van Perlstein 11. Muriel Cottave-Claudet 12. Didier Vercruysse | - Directeurs de l'école : 1. Tom Morris 2. Fernand Poskin 3. Marc Vanden Steen 4. Luc van de Steene 5. Jean-Paul Béthuel 6. Marcos Quenon 7. Thomas Verbeeck 8. Frédérique Larmagnac 9. Bertrand Delahaye 10. Edouard Vanden Steen 11. Ludovic Lamote | - Entraîneurs des seniors (2021-2022): - Entraîneur principal : Romain ORBAN - Entraîneur adjoint : Thomas HAZARD - Entraîneur adjoint : Antoine PLASMAN - Préparateur physique : Thomas Vignier - Kiné : Quentin REGINSTER - Kiné : Arnaud VERSTRAETEN |